# BBC Parliament
Би-Би-Си парламент (енгл. BBC Parliament) британски је телевизијски канал Би-Би-Сија. Његова сврха је да омогући приступ свом раду парламентарних и законодавних тела Уједињеног Краљевства и Европског парламента.

## Историја
Пре него што је преузет од Би-Би-Сија, канал је био познат као Парламентарни канал, и њим је управљала компанија Јунајтед артистс кејбл а била је финанисирана преко конзорцијума британских кабловских оператера. Парламентарни канал је почео са емитовањем као ексклузивно-кабловски канал 1992. Канал је откупио Би-Би-Си 1998, и променио му име у Би-Би-Си парламент', и поново почео са емитовањем под новим именом 23. септембра 1998. Сада се емитује преко кабловске, сателита и Фривјуа.
Канал функционише као аудио сервис преко ДАБ-а од почетка емитовања до 14. новембра 2000.

## Програм

### Регуларан програм
Кад год Доњи дом Скупштине заседа, Би-Би-Си парламент преноси просторије уживо без прекида, а преноси из Куће лордова се емитују у целини касније истог дана и наредног јутра, често у пресецима који одговарају заседањима Доњег дома.

#### Изборна ноћ
У ситуацији када једна од развијених нација емитује сопствени програм резултата на изборну ноћ, обично првог четвртка у мају, Би-Би-Си парламент би често емитовао овај сервис целом Уједињеном Краљевству. На изборну ноћ и за генералне изборе 2005. и генералне изборе 2010, као и пренете скупштинске изборе 2011, канал емитује покривање Би-Би-Сија Шкотске шкотских резултата, док је Би-Би-Си парламент уживо преносио у марту 2011. покривање резултата Би-Би-Би-Си Велса избора ове регије.

## Спољње везе
- на Би-Би-Си онлајн
- на Би-Би-Си онлајн